# Parafia św. Teresy od Dzieciątka Jezus w Susułowie
Parafia św. Teresy od Dzieciątka Jezus w Susułowie − parafia rzymskokatolicka znajdująca się w archidiecezji lwowskiej w dekanacie Gródek.
Parafia nie posiada własnego proboszcza i jest administrowana dojazdowo przez proboszcza z parafii Rudki.